# Sandsjön, Dalarna
Sandsjön är en sjö i Gagnefs kommun i Dalarna och ingår i Dalälvens huvudavrinningsområde.